# Nototriche philippii
Nototriche philippii är en malvaväxtart som beskrevs av Arthur William Hill. Nototriche philippii ingår i släktet Nototriche och familjen malvaväxter. Inga underarter finns listade i Catalogue of Life.